# Pukhrayan
Pukhrayan là một thành phố và là nơi đặt ban đô thị (municipal board) của quận Kanpur Dehat thuộc bang Uttar Pradesh, Ấn Độ.

## Địa lý
Pukhrayan có vị trí 26°14′B 79°51′Đ / 26,23°B 79,85°Đ Nó có độ cao trung bình là 124 mét (406 feet).

## Nhân khẩu
Theo điều tra dân số năm 2001 của Ấn Độ, Pukhrayan có dân số 19.908 người. Phái nam chiếm 53% tổng số dân và phái nữ chiếm 47%. Pukhrayan có tỷ lệ 69% biết đọc biết viết, cao hơn tỷ lệ trung bình toàn quốc là 59,5%: tỷ lệ cho phái nam là 75%, và tỷ lệ cho phái nữ là 62%. Tại Pukhrayan, 13% dân số nhỏ hơn 6 tuổi.